# Quettreville-sur-Sienne
Quettreville-sur-Sienne – miejscowość i gmina we Francji, w regionie Normandia, w departamencie Manche. W 2013 roku populacja gminy wynosiła 1498 mieszkańców. 
1 stycznia 2016 roku połączono dwie wcześniejsze gminy: Quettreville-sur-Sienne oraz Hyenville. Siedzibą gminy została miejscowość Quettreville-sur-Sienne, a nowa gmina przyjęła jej nazwę. Dnia 1 stycznia 2019 roku nastąpiły kolejne zmiany administracyjne. Do Quettreville-sur-Sienne włączono ówczesne gminy Contrières, Guéhébert, Hérenguerville oraz Trelly. Siedzibą gminy pozostała miejscowość Quettreville-sur-Sienne. 